# Гонсалес Фернандес, Франко
Фра́нко Гонса́лес Ферна́ндес (исп. Franco González Fernández; род. 22 июня 2004, Монтевидео) — уругвайский футболист, атакующий полузащитник клуба «Данубио».

## Клубная карьера
Фернандес — воспитанник клуба «Данубио». 2 апреля 2022 года в матче против «Монтевидео Уондерерс» он дебютировал в уругвайской Примере. 19 марта в поединке против «Бостон Ривер» Франко забил свой первый гол за «Данубио».

## Международная карьера
В 2023 году в составе молодёжной сборной Уругвая Фернандес принял участие в молодёжном чемпионате Южной Америки в Колумбии. На турнире он сыграл в матчах против сборных Колумбии, Чили, Парагвая, Бразилии, а также дважды Венесуэлы и Эквадора.
В том же году Гонсалес стал победителем молодёжного чемпионата мира в Аргентине. На турнире он сыграл в матчах против команд Ирака, Англии, Туниса, Гамбии, США, Израиля и Италии. В поединках против англичан и тунисцев Франко забил по голу.

## Достижения
Международные
 Уругвай (до 20)
- Победитель молодёжного чемпионата мира — 2023